# さいたま市立柏崎小学校
さいたま市立柏崎小学校（さいたましりつかしわざきしょうがっこう）は、さいたま市岩槻区柏崎にある市立小学校である。

## 沿革
(この節の出典)
- 1873年（明治6年）5月7日 - 柏崎村大字柏崎の洞照院を仮校舎として授業を開始
- 1906年（明治39年）12月8日 - 新校舎が落成し、洞照院から新校舎に移転
- 1907年（明治40年）4月1日 - 高等科を併設し、校名を柏崎尋常小学校と改称
- 1941年（昭和16年）4月1日 - 柏崎国民学校と改称
- 1947年（昭和22年）4月1日 - 南埼玉郡柏崎村立柏崎小学校と改称
- 1954年（昭和29年）5月3日 - 柏崎村が岩槻町に編入合併し岩槻町立柏崎小学校と改称
- 1954年（昭和29年）7月1日 - 岩槻町が市政を布き岩槻市となり校名を岩槻市立柏崎小学校と改称
- 2005年（平成17年）4月1日 - さいたま市との合併によりさいたま市立柏崎小学校と改称